# Вале-де-Ашнеш
Вале-де-Ашнеш (порт. Vale de Asnes; МФА: [ˈva.ɫɨ dɨ ˈaʒ.nɨʃ]) — парафія в Португалії, у муніципалітеті Мірандела. Розташована в північно-східній частині країни, на теренах історичної португальської провінції Трансмонтана. Входить до складу округу Браганса. За адміністративним поділом, чинним до 1976 року, терени парафії були складовою провінції Трансмонтана і Верхнє Дору. Належить до Брагансько-Мірандської діоцезії Католицької церкви. Патрон — святий Петро. Площа — 21,4172 км². Населення — 271 ос. (2011). Слабо урбанізований регіон. Густота населення — 12,65 осіб/км²
. Код — 040731.

## Населення
| Кількість мешканців | Кількість мешканців | Кількість мешканців | Кількість мешканців | Кількість мешканців | Кількість мешканців | Кількість мешканців | Кількість мешканців | Кількість мешканців | Кількість мешканців | Кількість мешканців | Кількість мешканців | Кількість мешканців | Кількість мешканців | Кількість мешканців |
| ------------------- | ------------------- | ------------------- | ------------------- | ------------------- | ------------------- | ------------------- | ------------------- | ------------------- | ------------------- | ------------------- | ------------------- | ------------------- | ------------------- | ------------------- |
| 1864                | 1878                | 1890                | 1900                | 1911                | 1920                | 1930                | 1940                | 1950                | 1960                | 1970                | 1981                | 1991                | 2001                | 2011                |
| 510                 | 540                 | 570                 | 564                 | 611                 | 366                 | 435                 | 633                 | 646                 | 663                 | 581                 | 557                 | 485                 | 413                 | 271                 |